# 이건영 (1926년)
이건영(李建榮, 1926년 9월 2일~2023년 3월 11일)은 대한민국의 군인 출신 정치인이다.

## 생애
본관은 함풍(咸豊)이고 강원도 영월에서 출생하였다. 호(號)는 만호(晩湖)이다.

## 경력
- 1952년 육군 제6사단 제2연대 예하 기갑대대장
- 1955년 육군 제6사단 제2연대 예하 보병대대장
- 1956년 육군 제30사단 제91연대장
- 1961년 육군 제9사단 제30연대장
- 1963년 국가재건최고회의 외무국방위원회 자문위원
- 1963년 육군 제2군사령부 정훈참모
- 1964년 대한민국 국회 연락장교단 단장
- 1965년 육군 제2군사령부 인사참모
- 1966년 육군 제6사단 참모장
- 1967년 육군 제6사단 참모장 재직 시 육군 준장 진급
- 1968년 육군 제6사단 부사단장
- 1971년 육군 제6사단장 보임과 동시에 육군 소장 진급
- 1972년 육군대학 총장
- 1973년 육군본부 기획참모부장
- 1974년 육군 제5군단장 보임과 동시에 육군 중장 진급
- 1976년 국방부 관리차관보
- 1977년 중앙정보부 차장보
- 1978년 육군참모차장
- 1979년 육군 제3군사령관
- 1979년 12·12 군사 반란으로 인하여 육군 제3군사령관 직위 해제
- 1980년 육군 중장 예편
- 1982년 한국마사회 회장
- 1985년 한국마사회 회장 겸 한국승마협회 회장
- 1986년 고려대학교 행정학과 객원교수(1986년 퇴임)
- 1986년 인하대학교 행정학과 초빙교수(1988년 퇴임)
- 1987년 한양대학교 행정학과 겸임교수(1988년 퇴임)
- 1988년 신민주공화당 당무위원 겸 국방안보행정특보위원(1989년 퇴임)
- 1991년 한국마사회 고문
- 1992년 민주자유당 안보위원장 겸 국방안보행정위원
- 1992년 민주자유당 안보위원장 겸 당무위원
- 1992년 민주자유당 안보위원장 겸 상임고문
- 1992년 신정치개혁당 안보위원장 겸 당무위원
- 1992년 국민당 안보위원장 겸 당무위원
- 1992년 통일국민당 안보위원장 겸 당무위원
- 1992년 대한민국 제14대 통일국민당 국회의원(재임: 1992년 5월 30일~1993년 3월 17일)
- 1992년 통일국민당 상임위원 겸 당무위원
- 1993년 통일국민당 탈당
- 1993년 민주자유당 당무위원
- 1994년 민주자유당 탈당
- 1994년 신민당 당무위원 겸 국방외교행정과학특보위원
- 1994년 신민당 전임위원 겸 당무위원
- 1995년 자유민주연합 당무위원 겸 국방외교행정대표위원
- 1995년 자유민주연합 대표전임위원 겸 당무위원
- 1995년 자유민주연합 탈당
- 1996년 신한국당 당무위원 겸 국방외교안보행정특보위원
- 1996년 신한국당 대표최고전임위원 겸 당무위원

## 학력
- 충청북도 제천 송학고등보통학교→함경남도 원산 난곡고등농림학교 졸업
- 대한민국 육군사관학교 7기
- 미국 육군보병학교 초등군사반 졸업
- 대한민국 육군보병학교 고등군사반 졸업
- 대한민국 육군포병학교 고급지휘반 졸업
- 대한민국 육군공병학교 고급지휘반 졸업
- 미국 육군야전포병학교 고급지휘반 졸업
- 미국 버지니아 종합군사학원 졸업
- 미국 미주리 종합군사학원 졸업
- 대한민국 육군대학 졸업
- 마산대학교 정치경제학과 학사
- 대한민국 국방대학교 행정학사 11기(1966년)
- 대한민국 국방대학원 행정학 석사(1969년)

## 역대 선거 결과
| 실시년도 | 선거  | 대수 | 직책     | 선거구 | 정당       | 득표수      | 득표율         | 순위       | 당락 | 비고 |
| -------- | ----- | ---- | -------- | ------ | ---------- | ----------- | -------------- | ---------- | ---- | ---- |
| 1992년   | 총선  | 14대 | 국회의원 | 전국구 | 통일국민당 | 3,574,419표 | \| \| 17.4% \| | 전국구 6번 |      | 초선 |
|          | 17.4% |      |          |        |            |             |                |            |      |      |

## 미디어 매체
- 박원상 - 2023년 영화 《서울의 봄》[1]